# Cantó de Dinha Oest
El cantó de Dinha Oest és un cantó francès del departament dels Alps de l'Alta Provença, situat al districte de Dinha. Té 10 municipis i part del de Dinha.

## Municipis
- Dinha
- Aiglun
- Barraç
- Lo Castelar e Melan
- Lo Chafauc e Sant Jurson
- Champtercier
- Malameisson
- Mirabèu
- Duias Autas
- Toard

## Història
| Data d'elecció                           | Identitat         | Partit | Qualitat |
| ---------------------------------------- | ----------------- | ------ | -------- |
| 1964-1976                                | Julien Romieu     | MRG    |          |
| 1976-1994                                | Fernand Tardy     | PS     |          |
| 1994-                                    | Jean-Louis Bianco | PS     |          |
| les dades anteriors no són pas conegudes |                   |        |          |
|                                          |                   |        |          |

| 1962 | 1968 | 1975 | 1982 | 1990  | 1999  | 2006   |
| ---- | ---- | ---- | ---- | ----- | ----- | ------ |
| -    | -    | -    | -    | 9.953 | 9.587 | 11.232 |